# Лісовський Роберт Антонович
Ро́берт Анто́нович Лісо́вський (29 грудня 1893, с. Кам'янське, Катеринославської губернії, нині місто Дніпропетровської області — 28 грудня 1982, Женева, Швейцарія) — український художник-графік, послідовник Михайла Бойчука і Георгія Нарбута. Займався станковою та книжковою графікою, декоративно-ужитковим мистецтвом, сценографією та дизайном.
Чоловік Стефанії Туркевич-Лукіянович.

## Життєпис

### Походження
Народився 29 грудня 1893 року в м. Кам'янське. Походив з німецької родини. Батько Антон Карлович Лісовський, народжений 1863 року в м. Томашеві Березинського району, був німецького походження, як і мати Юлія фон Анзер (Ансієр). Батько працював завідувачем механічних майстерень філії Дніпровської металургійної фабрики (у радянський час — завод ім. Дзержинського в Дніпродзержинську). Брат Борис (Бернгард) Антонович Лісовський (1898—1937) працював керівником групи постачання «Кам'янбуду». Роберт мав також брата Володимира, сестер Олену і Матильду. Те, що батьки трьом з п'яти своїх дітей дали німецькі імена (Роберт, Бернгард, Матильда), теж вказує на їхнє німецьке походження. За радянської влади родина Лісовських була репресована, позбавлена свого дому, арештована. Один із братів Роберта, Борис, був розстріляний 1937 року, інший, Володимир, загинув в автомобільній катастрофі, а чоловіки обох його сестер були заслані та загинули в сибірських ГУЛАГах.

### Освіта, діяльність
Початкову освіту Роберт здобув у Кам'янському в німецькій школі. З 1906 навчався у художньо-промисловій школі імені М. Гоголя в Миргороді, де викладали Рудольф Пельше та Опанас Сластіон, який подавав учням основи специфіки українського орнаменту.
Пізніше, у 1908–10 роках, навчався у Миколи Мурашка в Києві. Паралельно вчився співу в оперній клясі професора Муравйової. Деякий час вагався між музикою і малярством, та перемогло друге, хоча згодом, у Берліні, він продовжував вчитися співу в консерваторії. На студентських виставках юні митці експонували свої твори; під час однієї з них відомий колекціонер Терещенко купив акварель Р. Лісовського «Настурції», чим художник дуже пишався.
Експериментував у футуризмі, символізмі й інших нових течіях, а з часом почав оформлювати графічні замовлення для київських видавництв: «Сяйво», «Вернигора», «Музагет» та інших.
У 1917–1921 роках навчався в Українській державній академії мистецтв під керівництвом Г. Нарбута та М. Бойчука. 

Логотип авіакомпанії Lufthansa

Логотип ОУН

Ілюстрував третє видання збірки поезій Павла Тичини «Сонячні кларнети», опублікованої в 1922 році.
1919 року був художником-декоратором вистави «Ромео і Джульєтта» Шекспіра, поставленої в «Молодому театрі» Леся Курбаса.
З приходом більшовиків був заарештований, як представник студентської ради академії мистецтв. По місяцях тюрми йому допоміг вийти на волю через деякі свої зв’язки поет-футурист Михайль Семенко. Пізніше, його знову було заарештовано, проте він вистрибнув з потяга, дістався польського кордону і врятувався.
З 1920 р.  виїхав до Варшави й одержав роботу в державних графічних закладах для виготовлення урядових документів і банкнот. Згодом переїхав до Львова і працював оформлювачем численних книжкових видань, учителем рисунку у вчительській семінарії, розмальовував церкви та документував ікони. Деякий час проживав у селі Янчині (нині Іванівка Перемишлянського району) у Мирона Луцького, де створив низку картин (зокрема, Веранда, двір Янчин).
У Львові 1925 року одружився зі Стефанією Туркевич (1898—1977) — першою українською жінкою-композиторкою. 1927 року у Львові у них народилася донька Зоя Лісовська (у шлюбі Нижанківська) — живописиця і графікеса. Онучка Роберта Лада Нижанківська-Кукс (нар. 1962) — теж художниця.

### Дільяність в еміграції
У 1927 році сім`я виїхала до Берліну, де Р. Лісовський вступив до Державної мистецької академії. Між 1929 та 1945 роками був професором графіки Української студії пластичного мистецтва в Празі. В 1933 році зорганізував у Державній бібліотеці Берліна велику виставку української графіки, на яку прихильно відгукнулась німецька преса. Другу репрезентативну виставку влаштував 1938 року в Римі, а також виставку українських май у географічному інституті з нагоди світового з’їзду географів.
1934 року Роберт Лісовський був іменований комендантом українського Пласту в Чехословаччині (його пластове ім’я було Сизий Орел). Ще в 1920-х роках художник створив офіційний знак українського Пласту: переплетення пластової лілейки з тризубом. Усі пластові відзнаки, марки та інші атрибути були його авторства. Він любив молодь, щоліта виїжджав у гори на Закарпаття таборувати з пластунами, з рядів яких вийшло чимало героїв українського підпілля в часи війни.
Пізніше, через совецьку окупацію Чехословаччини, переїжджає до Італії, де натхненний мистецькою красою створює багато картин. В 1950-му в рамках міжнародної виставки релігійного мистецтва при Ватикані Р. Лісовський створив український відділ, який удекорував настінними розписами.
Згодом 17 років проживав у Лондоні, де певний час очолював Союз українців Великої Британії.
З 1976 року жив у Женеві. Помер 1982 року в переддень його 90 дня народження.
За словами Марини Антонович-Рудницької: «З Лісовським відійшов у могилу останній безпосередній учень Нарбута».
Письменник Улас Самчук про Лісовського: «антенно-вразливий проповідник чистоти і грації лінії і правди Роберт Лісовський з його артистократичною душею і богемською безпорадністю». (Улас Самчук. На білому коні. Виннипег. 1980. — С. 12).

## Творчість
Створив проєкти символіки України на замовлення українських політичних структур в еміграції, емблеми політичних організацій, зокрема емблему ОУН «Тризуб з мечем», емблему Пласту «Лілейка з тризубом»,  а також проєкти українських шрифтів, фірмових знаків, екслібрисів тощо. Автор обкладинки до поетичної збірки О. Ольжича «Вежі» (Прага, 1940), обкладинки місячника «Визвольний шлях» (що виходив у Лондоні з 1948) тощо.
У галузі прикладного мистецтва створив проєкти килимів у майстерні «Гуцульське мистецтво» в м. Косові, надмогильного пам'ятника Ользі Басараб на Янівському цвинтарі у Львові).
У техніці акварелі створив різноманітні пейзажі, замальовки квітів тощо.
Автором надгробників на могилах Ольги Басараб, Євгена Коновальця, Данила Скоропадського та інших.
Для більшості творів Лісовського характерна краса і співмірність графічних композицій, ретельність і високий професіоналізм виконання, активність кольорових рішень.
Написав спогади про Георгія Нарбута.

## ЛоготипLufthansa
Лісовському приписують створення в 1927 році логотипу для авіакомпанії в результаті перемоги у конкурсі робіт «Lufthansa».
Однак за іншою версією логотип авіакомпанії належав ще її попереднику, авіакомпанії Deutsche Luft-Reederei, і був створений 1918 року німецьким графіком і архітектором Отто Фірле. В 1926 році після об'єднання компанії і утворення «Deutsche Luft Hansa» він зазнав певного редизайну. В самій Lufthansa не змогли підтвердити факт проведення конкурсу чи участь у ньому Роберта Лісовського.
Єдиним підтвердженням участі Лісовського в роботі над логотипом Lufthansa на сьогодні є свідчення дочки художника Зої Лісовської-Нижанківської, які їй переповів сам батько.

## Вшанування пам'яті
У Кам'янському є вулиця Роберта Лісовського.
18 травня 2023 року Київська міська рада перейменувала вулицю Академіка Бутлерова на вулицю Роберта Лісовського..
У місті Дніпро вулицю Щукіна перейменували на вулицю Роберта Лісовського.